# Phortica biprotrusa
Phortica biprotrusa är en tvåvingeart som först beskrevs av Chen och Masanori Joseph Toda 1998.  Phortica biprotrusa ingår i släktet Phortica och familjen daggflugor. Inga underarter finns listade i Catalogue of Life.